# Triphon De Smet
Johannes Triphon De Smet (Temse, 12 november 1877 - Aalst, 1 oktober 1943) was een Belgische architect.

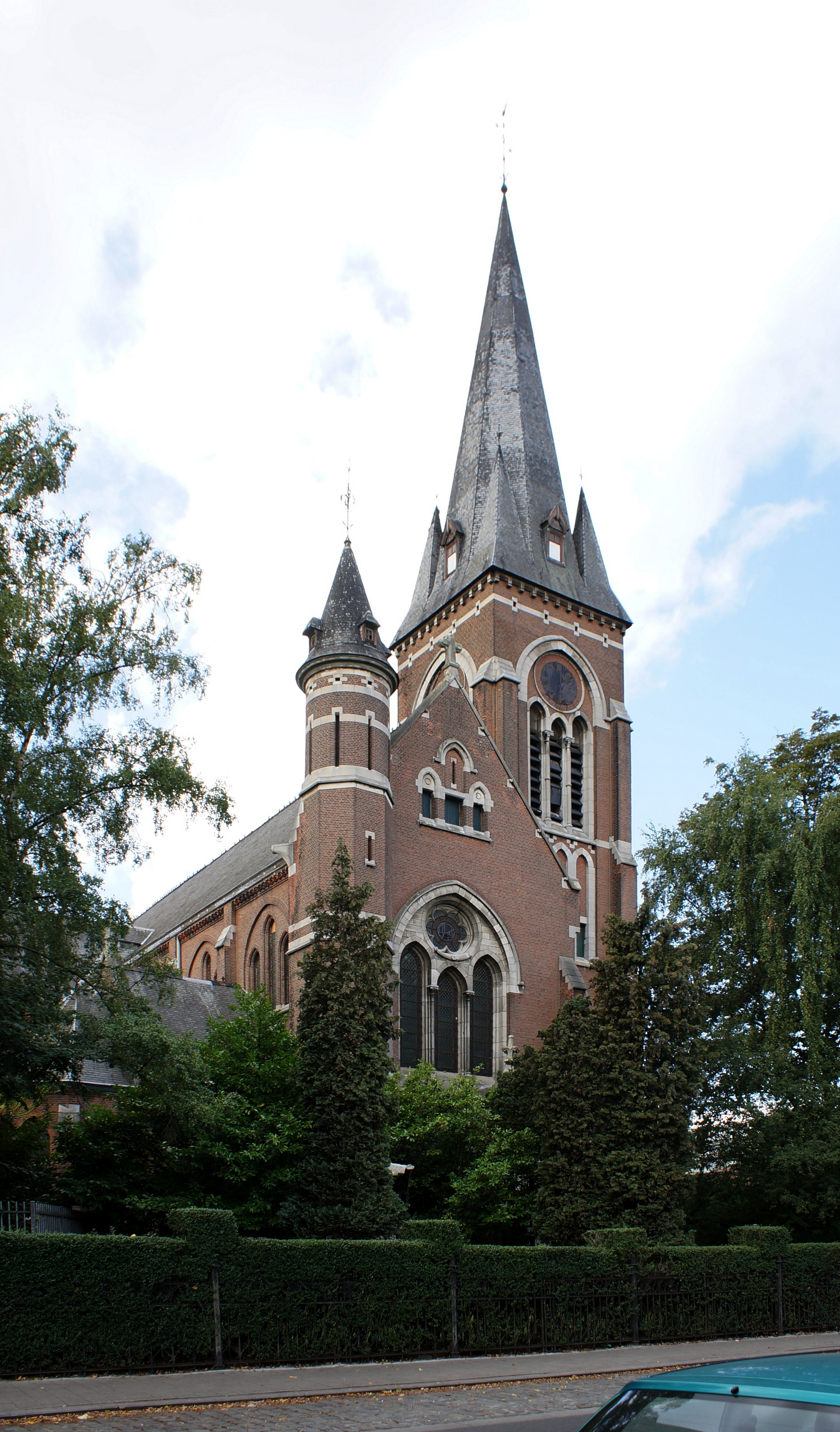
H. Hartkerk (Hoboken), in neogotische stijl (1910-1912). Vooraanzicht.

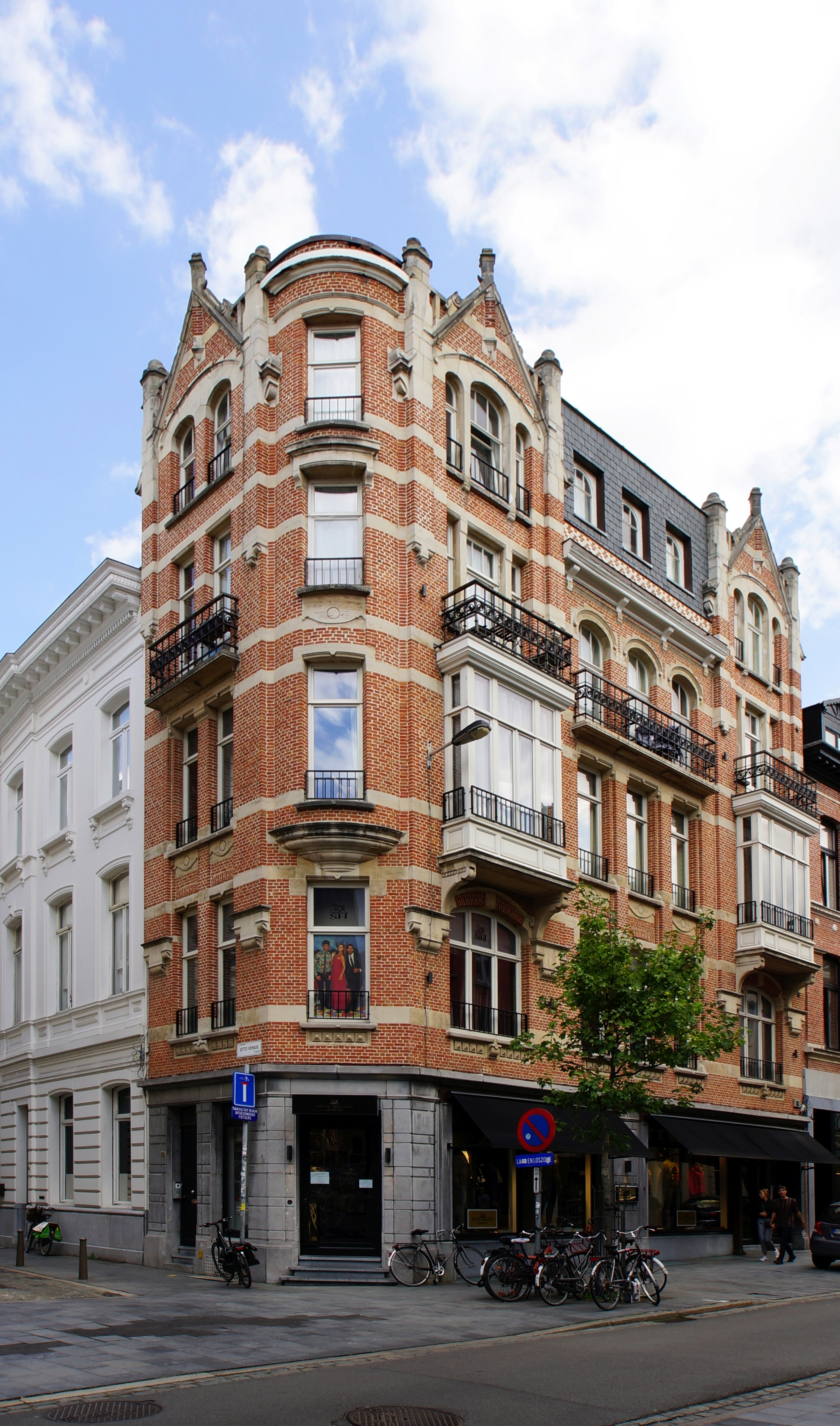
Otto Veniusstraat 31, Antwerpen. Hoekhuis in eclectische stijl (1913).

## Levensloop
Triphon De Smet werd geboren als zoon van Lodewijk Jan De Smet en Maria Amelberga Verdickt. Hij groeide op in een gezin van vijf kinderen, en liet zich in 1898 voor de studierichting bouwkunst inschrijven, aan de Koninklijke Academie voor Schone Kunsten van Antwerpen. Hij kreeg er onder meer les van Leonard Blomme.
In 1902 won hij de Prijs van Rome. Vervolgens maakte hij van circa 1903 tot circa 1907 studiereizen in Frankrijk, Italië, Duitsland en Oostenrijk. Omstreeks 12 oktober 1915 trad hij in het huwelijk met Agnès Vanderlinden, maar deze gemeenschap bleef kinderloos.
Hij overleed na een vruchtbare carrière op 1 oktober 1943 te Aalst en werd aldaar ter aarde besteld op de begraafplaats aan de Leo De Bethunelaan. 

## Functies
In 1918 werd hij aangesteld als stadsbouwmeester te Aalst, in opvolging van Jules Goethals die overleden was. Bovendien was hij docent aan de Academie voor Schone Kunsten en leraar aan het Vrij Technisch Instituut, beide te Aalst.
Triphon De Smet oefende de functie van stadsarchitect gedurende vijfentwintig jaren uit, tot aan zijn opruststelling op 1 mei 1943. 

## Eerbetoon
Bij wijze van eerbetoon voor het omvangrijke geleverde werk, werd in Temse de Triphon De Smetstraat naar hem genoemd.

## Werken
- 1908: Temse. Bouw van een aantal arbeiderswoningen.
- 1910: Hoboken (Antwerpen). Krugerstraat 107. Neogotische Heilig Hartkerk, gebouwd in samenwerking met architect Frans Van Rompaey. Wegens geldgebrek werd gedurende de jongste decennia het noodzakelijke onderhoud uitgesteld. Bijgevolg vinden hier sedert 2014 geen bijeenkomsten meer plaats. In weerwil van de architecturale waarde, heeft de Stad Antwerpen de sloop gevraagd[1].
- 1911: Temse, Markt 24. Statig burgerhuis in Vlaamse neorenaissancestijl. Drie traveeën, bekroond met twee trapgevels. Rechtertravee met erker op de eerste - en balkon op de tweede verdieping.
- 1912: Temse, Nijsstraat 14A, 14B & 16. Geheel van drie burgerhuizen.
- 1913: Antwerpen, Otto Veniusstraat 31 (straathoek met Hopland). Hoekhuis: café en winkel in eclectische stijl. Vijf niveaus met plat dak.
- 1923-1927: Aalst, Sinte Annawijk (Sinte Annalaan en omliggende straten). Bijna vijfhonderd arbeiderswoningen, opgetrokken in opdracht van de "Samenwerkende Maatschappij van Goedkope Woningen voor het Gewest Aalst".
- 1932: Aalst, Volksplein. Klooster voor de Zusters Franciscaneressen.
- 1932: Aalst, Sinte Annalaan. Klooster van de Arme Klaren.
- 1933: Aalst, Slotstraat. Huisnummers 3 tot en met 69, alsmede 2 tot en met 48. In totaal 42 arbeidershuizen met art-deco-invloeden, in opdracht van dezelfde hogergenoemde maatschappij.

## Illustraties

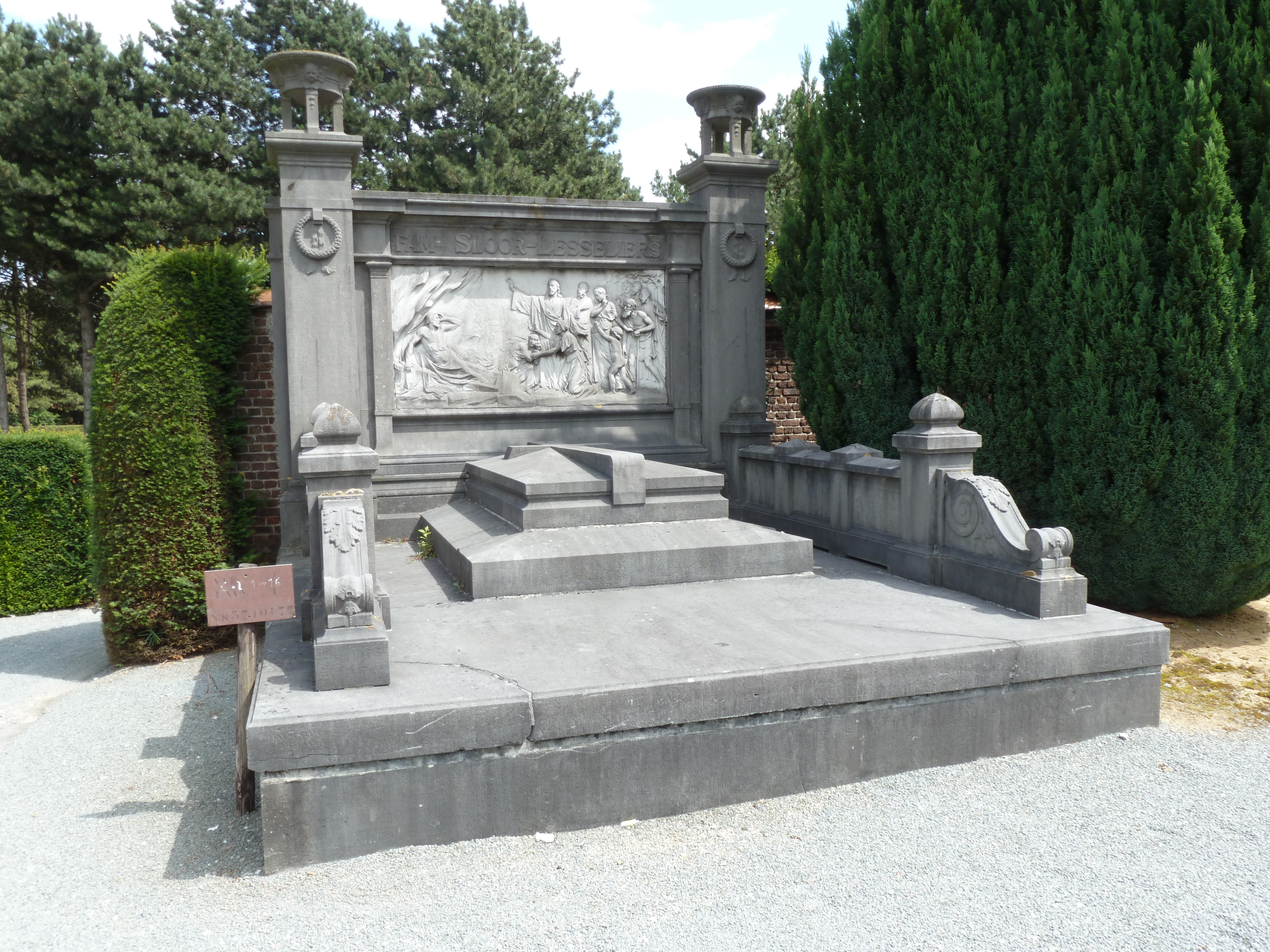
Temse, monumentale graftombe Sloor-Lesseliers, uitvoering door Vande Velde uit Sint-Niklaas.
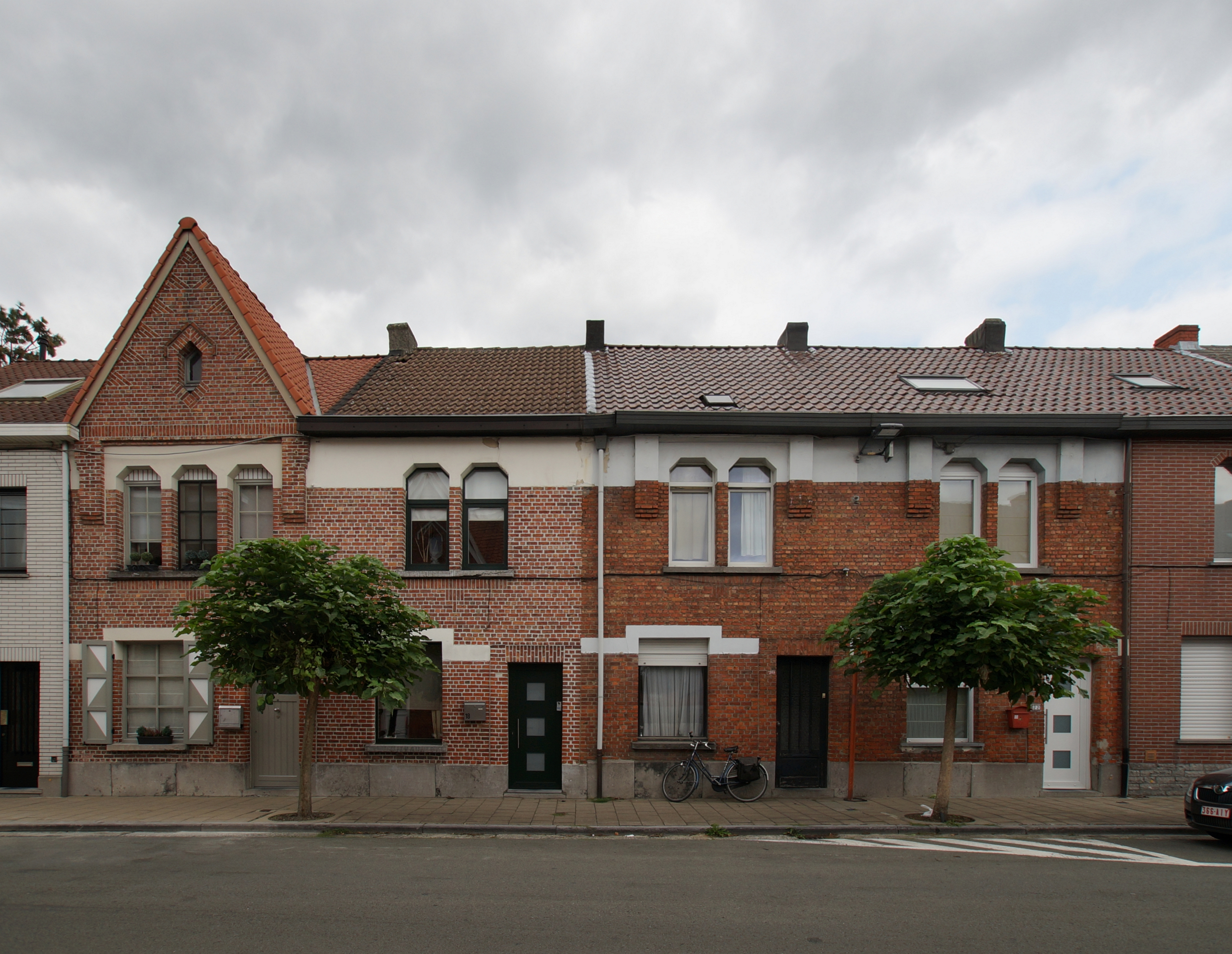
Aalst - Arbeiderswoningen in de Slotstraat nummers 2 tot 42 (1933).
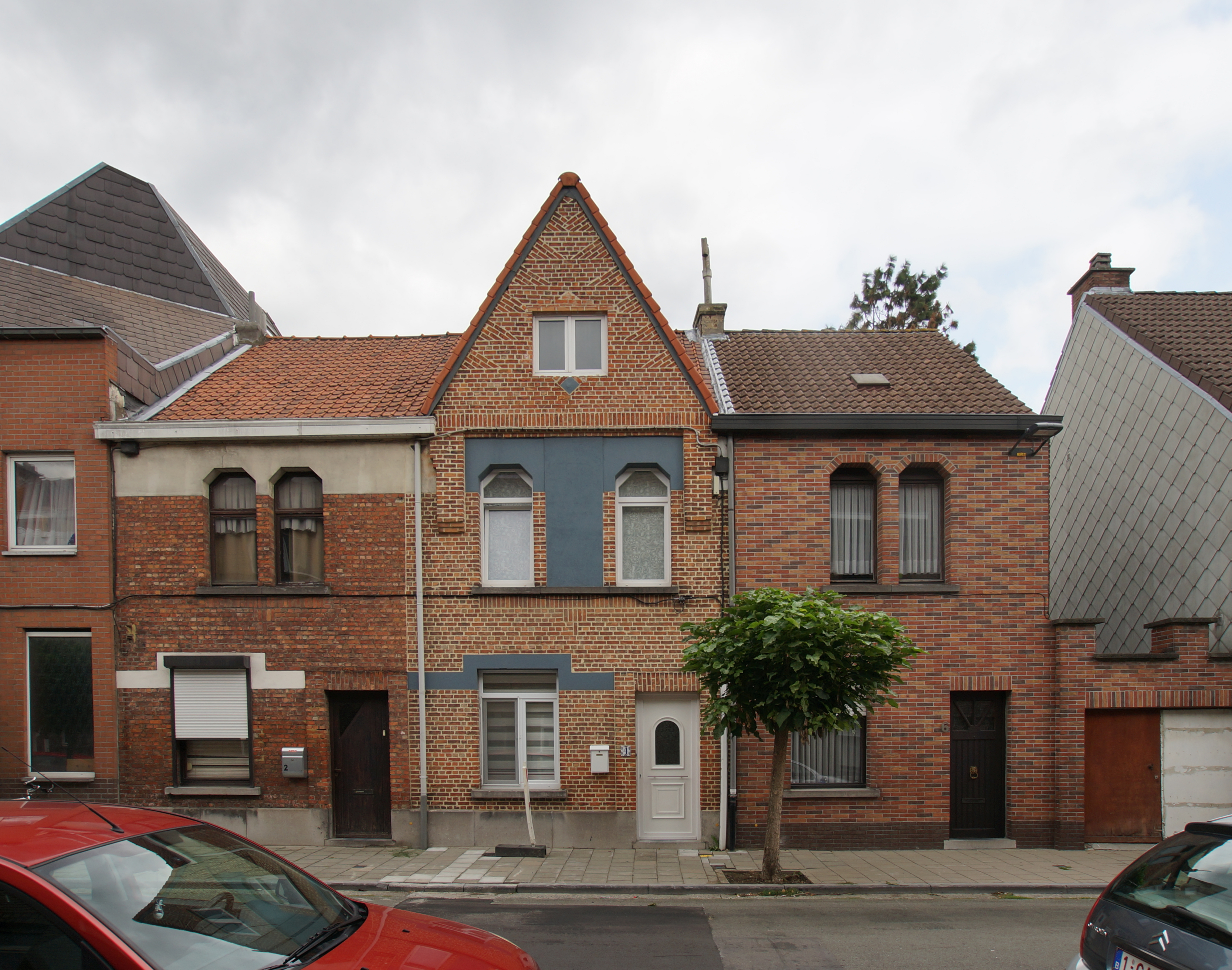
Aalst - Arbeiderswoningen in de Slotstraat nummers 2 tot 42 (1933).
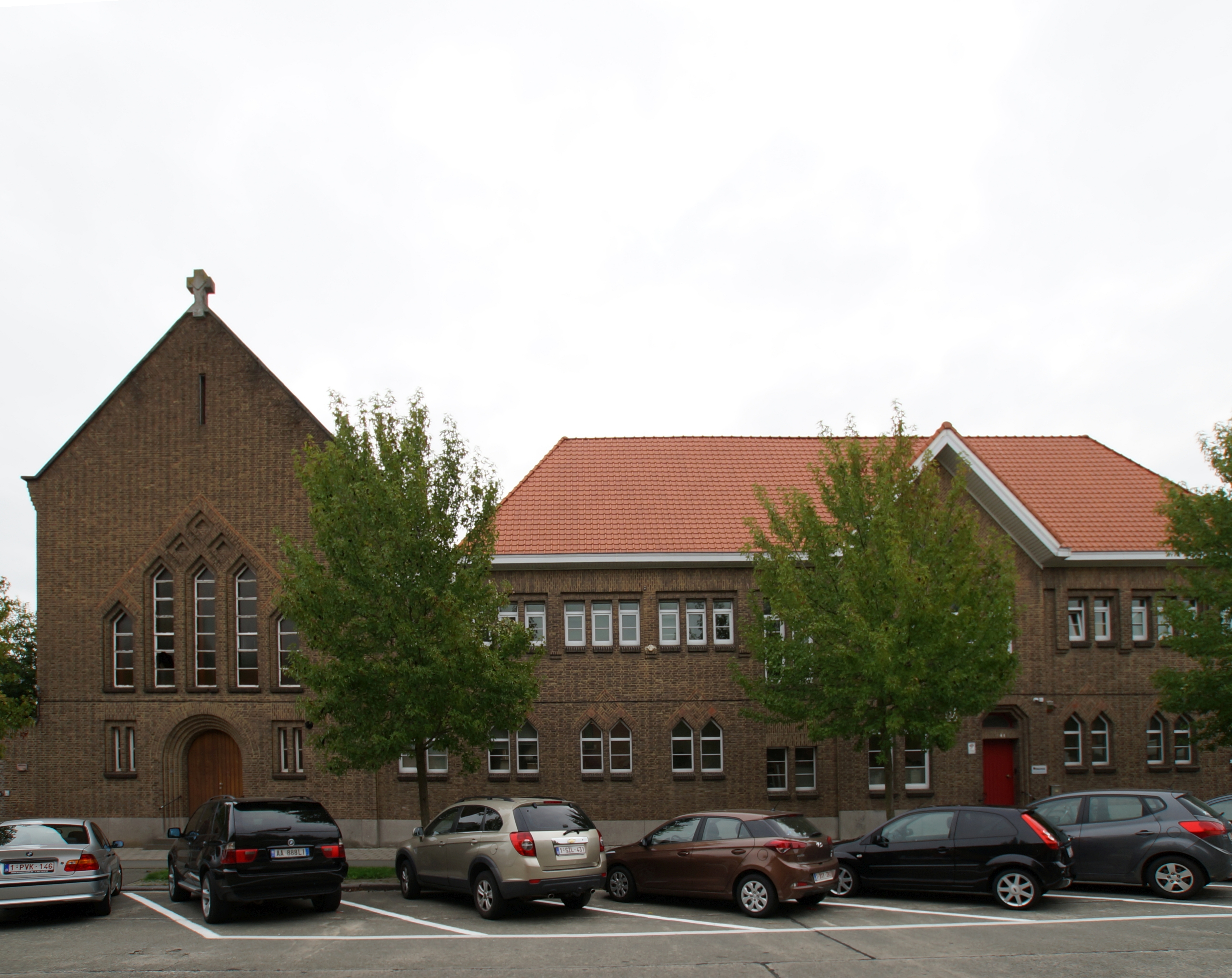
Aalst, Sinte Annalaan. Klooster van de Arme Klaren (1932).
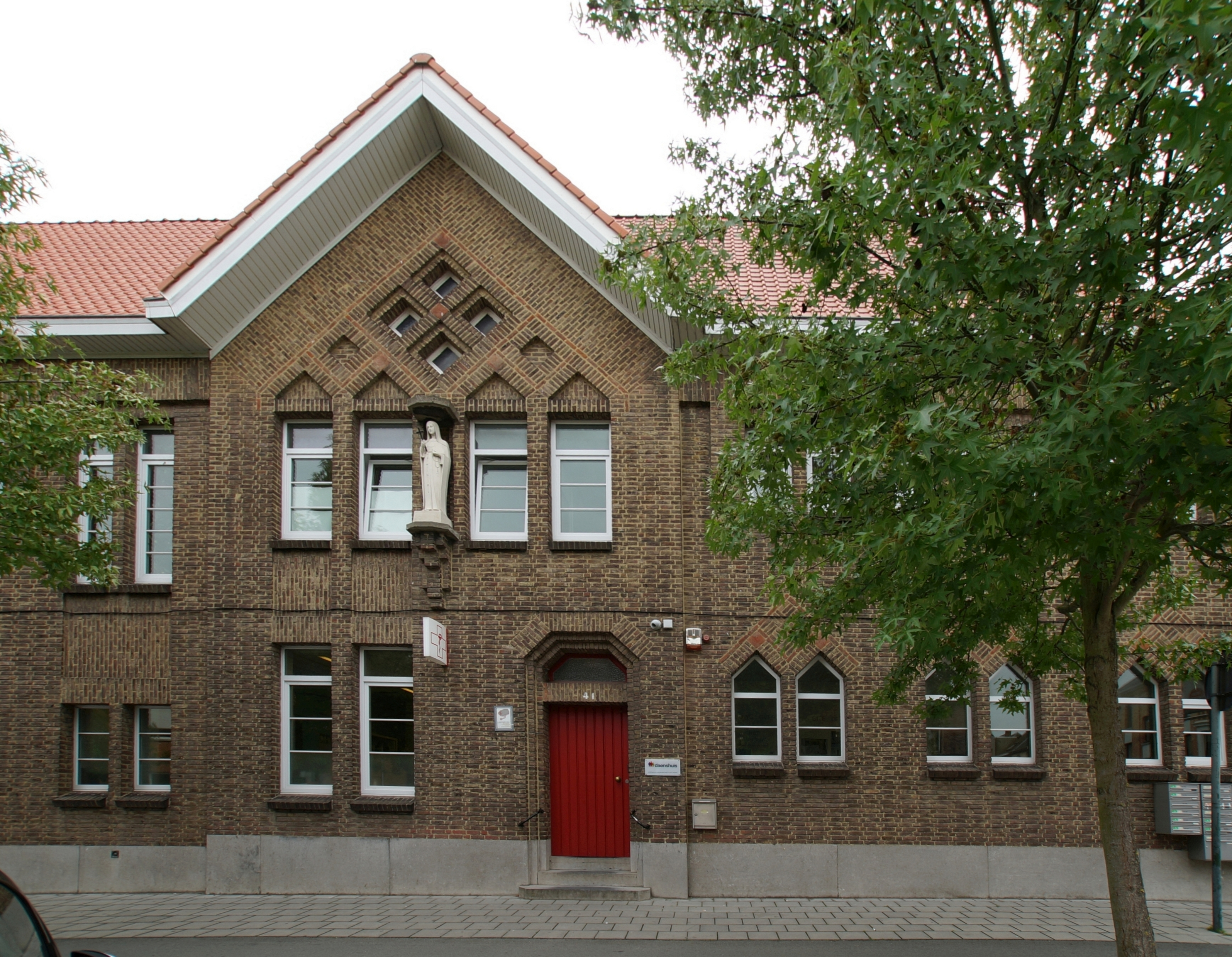
Aalst, Sinte Annalaan. Klooster van de Arme Klaren (detail) (1932).